# Xiuwen
Xiuwen, tidigare stavat Siuwen, är ett härad som lyder under Guiyangs stad på prefekturnivå i Guizhou-provinsen i sydvästra Kina.